# Sam & Cat
Sam & Cat é uma série de televisão americana em formato de sitcom criada por Dan Schneider e protagonizada por Jennette McCurdy e Ariana Grande. Exibida originalmente pela rede de televisão Nickelodeon entre 8 de junho de 2013 e 17 de julho de 2014, tem um total de 36 episódios, sob uma temporada. Trata-se de um spin-off das séries iCarly e Victorious. A série foi produzida pela Nickelodeon Productions em associação com a Schneider's Bakery. A série retrata a vida de Sam Puckett (Jennette McCurdy), que após encerrar seu web programa chamado iCarly, viajou com sua moto sem rumo pelo país. Pelo caminho, ela acabou conhecendo Cat Valentine (Ariana Grande), se tornando sua melhor amiga e posteriormente, colega de quarto. Para se sustentarem e financiar suas aventuras, as duas começam a trabalhar como babás, as duas possuem super personalidades, mas enquanto Sam é uma pessoa fria e sem sentimento algum, Cat opta por ser uma garota meiga e ingênua, que será fundamental no dia a dia de Sam Puckett em sua nova vida.
Estreou com o episódio #Pilot, que atraiu 4,16 milhões de telespectadores para a Nickelodeon, sendo a melhor estreia de uma série do canal nos últimos três anos. No Brasil, a série estreou em 19 de outubro de 2013, pela Nickelodeon Brasil, logo após a exibição dos Meus Prêmios Nick 2013, com uma prévia que ocorreu durante o programa N-View, em 4 de outubro de 2013. Em Portugal, estreou em 4 de novembro de 2013, pela Nickelodeon Portugal. Em 13 de julho de 2014, a série foi oficialmente cancelada pela Nickelodeon, e seu último episódio foi exibido em 17 de julho do mesmo ano, dias depois de seu cancelamento. Seu episódio final foi #GettinWiggy, que obteve o índice de 3,4 milhões de telespectadores ligados em seu final. 
Originalmente, o planejado era para 20 episódios na primeira temporada da série, mas em 11 de julho de 2013, a Nickelodeon dobrou o número para 40 por causa dos bons retornos que a série vinha mostrando. No entanto, apenas 36 foram produzidos, e 35 foram ao ar (dois dos episódios produzidos foram fundidos em um especial único para ir ao ar). Foi vencedora do Nickelodeon Kids' Choice Awards, no ano de 2014, na categoria de "Programa de TV Favorito". Ariana Grande e Jennette McCurdy foram indicadas a categoria de "Atriz de TV Favorita", no entanto, Ariana foi a vencedora. Suas filmagens aconteceram no Nickelodeon on Sunset Studios, onde também foram filmadas as séries: Kenan & Kel, The Amanda Show, Zoey 101, Drake & Josh, iCarly, Victorious, ambas do mesmo criador, Dan Schneider.
No Brasil, em janeiro de 2014, antes de ser cancelada, a série foi adquirida pelo canal aberto SBT, porém, a mesma acabou sendo engavetada, e sendo exibida três anos depois, entre 24 de julho a 13 de outubro de 2017, dentro do programa Bom Dia & Cia, sendo substituída por The Thundermans e Henry Danger. A série estava sendo exibida pelo SBT aos sábados, na faixa das 12h00, porém, atualmente, a série está sendo exibida pela emissora de segunda a sexta, na faixa das 14h15, substituindo Henry Danger.

## Enredo
Sam Puckett (Jennette McCurdy), após encerrar seu web show iCarly, decidiu sair sem rumo pelo país numa moto. Chegando a Los Angeles, Sam se depara com uma garota que acidentalmente caiu dentro de uma lata de lixo tentando salvar um gatinho, e depois foi parar dentro do caminhão que estava passando fazendo a coleta. Sam parte atrás do caminhão e salva a garota de ser esmagada pelo sistema de compactação de lixo do caminhão. A garota é Cat Valentine (Ariana Grande). Após o incidente com o caminhão, ambas se tornam amigas, e Cat oferece abrigo a Sam, que não tinha onde passar a noite. Nesse meio tempo, Nona (Maree Cheatham), a avó de Cat resolve deixar o apartamento onde morava com a neta e se mudar para Elderly Acres, um lar de idosos perto dali, mas com a promessa de que sempre faria visitas. Com o apartamento só para si, Cat se vê desorientada, então Sam dá a ideia de que ambas poderiam morar juntas e trabalhar como babás, como Nona já vinha fazendo. Também envolvido em suas vidas estão Dice (Cameron Ocasio), seu vizinho, que é famoso por ajudar as pessoas por dinheiro, é alegre e da apoio a Nona, e Goomer (Zoran Korach), um lutador profissional de MMA estúpido que Dice gerencia.

## Elenco e Personagens

### Personagens principais
- Jennette McCurdy como Sam Puckett, uma garota agressiva, engraçada, extrovertida, sarcástica, malandra e independente que odeia regras e trabalhar. Sam, apesar de não demonstrar, tem um coração de ouro e se alguém atravessar seu caminho e de seus amigos, ela não nega violência a ninguém. Anda em uma motocicleta preta. Tem uma mãe maluca. Ama comer, especialmente frango frito. Desconfiada. Adora uma discussão. Não tem medo de nada e é muito impaciente com as burrices de Cat, que se tornou sua melhor amiga e companheira de quarto após salvar ela de um caminhão de lixo.
- Ariana Grande como Cat Valentine, uma garota doce, meiga, ingênua, fofa, tenra, tênue, super volúvel, carinhosa, educada, bonitinha e meio burrinha que está sempre de bom humor. Ela tem um caráter lúdico, muitas vezes leva as coisas muito literalmente ao pé da letra. Ela desmaia quando está com medo. Anda em uma bicicleta rosa. Tem um irmão maluco. Ama bichos de pelúcia, especialmente o Sr. Roxinho. Confia em qualquer um. Entra em discussões sem nem perceber. Seu raciocínio é meio lento, e as vezes irrita Sam, sua melhor amiga e colega de quarto desde que foi salva por ela num caminhão de lixo.
- Cameron Ocasio como Dice Corleone, um garoto legal que tem uma calma serena. Ele sabe todos os inquilinos e todas as fofocas. Dice consegue muitos clientes para Sam e Cat por conta de seus muitos contatos pessoais. Dice pode conseguir qualquer coisa, ele sempre "conhece um cara" que arruma o que Sam e Cat precisarem, desde cabelo do Justin Bieber, ao aparelho eletrônico mais moderno. Em #SuperPsycho, é revelado que seu nome inteiro é Diceneo James Corleone.
- Maree Cheatham como Nona/Senhora Fahrenheit, uma senhora alegre, solidária e independente que é avó de Cat. Ela gosta de divertir-se com Sam e Cat, no entanto, Nona prefere a companhia de pessoas de sua idade. Embora ela está sempre por perto de Sam e Cat quando precisam de ajuda, ela se mudou de seu apartamento que dividia com Cat e foi para Elderly Acres para estar perto de seus amigos, permitindo que Sam morasse lá. Nona costumava cuidar de crianças no prédio que morava, mas já estava cansada de cuidar de crianças, pois era estressante. Como visto no episódio piloto, ela é sonâmbula.

### Personagens recorrentes
- Zoran Korach como Goomer, um lutador de MMA profissional. Ele tem 27 anos, mas tem uma capacidade mental de uma criança. Ele é estúpido e facilmente confundido. Embora sua mentalidade de criança, ele é muito bom em combates. Dice assumiu ser seu promotor. Em #MommaGoomer, é revelado que ele é adotado e que seu nome real é Gieux Merr.
- Griffin Kane e Emily Skinner como Max e Chloe, um irmão e uma irmã que, ao lado de seu irmão bebê Darby, estiveram entre as crianças menos indisciplinadas por Nona; Sam e Cat tomam conta deles agora.
- Sophia Grace Brownlee & Rosie McClelland como Gwen e Ruby, duas meninas britânicas que Sam e Cat tomam de conta no episódio #TheBritBrats. No início, as duas demostram ser meninas doces, carinhosas e educadas. Mas depois, começam a demostrar um comportamento bem grosseiro e cruel. Apesar de pequenas, as duas são muito experientes, tanto que dão um golpe em Dice, pegando dele $500. Acabam também, enganando Cat e pegando sua bicicleta rosa. Para conseguirem as coisas de volta, Cat e Dice, com a ajuda de Sam, Nona e os internos de Elderly Acres, armam um falso bingo para enganar as pirralhas britânicas e conseguir recuperar o dinheiro de Dice e a bicicleta de Cat. No final, tudo dá certo e as duas se dão mal. Elas reaparecem no episódio #RevengeOfTheBritBrats, onde armam um plano para tentar acabar com a amizade de Sam e Cat, plano que dá errado.
- Dan Schneider como a voz de Tandy, um robô macho vermelho que trabalha no restaurante Bots como garçom.
- Lisa Lillien como a voz do Bungle, um robô fêmea azul que trabalha no restaurante Bots como garçonete.
- Nick Gore como Randy, um garoto que apareceu diversas vezes na série, e vivia repetindo seu nome. Randy originalmente deveria aparecer em apenas um episódio, mas o criador da série, Dan Schneider, encontrou-se pelo personagem que por sinal, muito engraçado, fazendo ele se tornar um personagem recorrente da série.
- Ronnie Clark como Herb, um homem mendigo, que sempre fala ''Minha vida está ótima'' ele costuma pegar coisas que ficam no chão, ou coisas abandonada do Restaurante.
- Steve Lewis como Brody, um pescador que se orgulha de seu trabalho e é muitas vezes visto com um arpão na mão.
- Ryan P. Shrime como Yokvish, uma cara que gosta de tirar selfies, e que trabalha como atendente no Handy, onde Sam e Cat compram várias coisas.
- Victoria Oscar como Bubs Dixon, uma treinadora bastante forte que treinou Sam no episódio #KnockOut, ela fica gritando seu nome mesmo quando sabem quem ela é.
- Gillian Iliana Waters como Rita Ronney, a lutadora de MMA que Sam nocauteia. Ela é vista no episódio #KnockOut, ela aparece no final no quarto de Sam assistindo TV.
- Joshua Carlon como Oscar, um garoto desastrado que as garotas cuidam (a mãe deles o conheceu no Elderly Acres) quando Cat salvou o pai dela.
- Noah Munk como Gibby, visto no cinema com uma garota, enquanto Nora Dershlit escapa da prisão, ele dá informações a ela sobre endereço de Sam e Cat.
- Danielle Morrow como Nora Dershlit, a garota problemática antissocial fã de iCarly vista querendo vingança de Sam sequestrando Dice e Cat (com a ajuda de Nevel, elas encontram ele).
- Reed Alexander como Nevel, visto internado no Hospital Psíquiatrico e com ajuda dele, Sam e Cat encontram Dice. Ele sabe tudo sobre Dice, dizendo que se refere ao garoto de 12 anos, com o cabelo esfarrapado e etc...
- Nathan Kress como Freddie Benson, que foi visto no dia em que Sam iria saltar sobre o tanque de atuns (provavelmente Sam tem cíumes dele, pois Cat convida-o para ir a casa dela inventando de que Sam foi atropelada dizendo para ele ir a Los Angeles visitar Sam no Hospital).
- Elizabeth Gillies como Jade, que é uma personagem que aparece em #MommaGommer e a última aparição em #TheKillerTunaJump. Cat fica com ciúmes de Sam, pois ela fica muito tempo com Jade.
- Jason Gibbs como Paul, um cara que mora em uma cabana do Cemitério que canta em seu violão quando deixam Ellie e saem correndo.
- Aubrey K. Miller como Ellie, a garota irritante que não larga seu urso de pelúcia desde os 3 anos de idade. Sam, Dice, Gommer e Cat deixam ela em uma cabana do cemitério com Paul.

## Produção
A série foi apresentada pela primeira vez, junto a série Gibby, aos produtores da Nickelodeon em agosto de 2012, quando já tinha sido confirmada a finalização de iCarly, um de seus antecedentes. Dan Schneider, o criador, sugeriu que Jennette McCurdy e Ariana Grande reprisassem seus papéis de Sam Puckett e Cat Valentine, respectivamente, e que elas se tornassem babás e morassem juntas. Durante a produção, Victorious foi cancelada, o que levou o público pensar que Sam & Cat era culpado do cancelamento, logo em seguida, Dan Schnneider contou que não havia nada a ver com a série. O piloto foi gravado em setembro do mesmo ano e a série foi logo escolhida para uma primeira temporada em 29 de novembro do mesmo ano, o que não aconteceu com a série-irmã Gibby; e as gravações do resto da temporada se iniciaram em janeiro de 2013, num clima de êxtase.
No início de 2013, Schneider havia dito que a série poderia estrear já em 23 de março, após o Kids' Choice Awards 2013; porém a sitcom foi adiada para junho do mesmo ano. Sam & Cat acabou estreando em 8 de junho com 4,2 milhões de telespectadores, a melhor estreia de uma série do canal nos últimos três anos - isso porque outras séries atingiram maiores audiências, como iCarly que obteve 5,7 milhões de telespectadores na sua estreia. Diferente das outras séries criadas por Dan Schneider, Sam & Cat não tem a música de abertura cantada pelos(as) protagonistas da série - fato esse que repercutiu na Internet. Em 24 de outubro, foi confirmado que antigos personagens das séries que deram origem a Sam & Cat, retornariam num episódio duplo, e que os mesmos eram Jade West, Freddie Benson e Robbie Shapiro, interpretados por Elizabeth Gillies, Nathan Kress e Matt Bennett, respectivamente.
Após a exibição de quatro episódios, a Nickelodeon dobrou o número de episódios da temporada, que passou de 20 para 40 episódios. As filmagens retornaram em setembro de 2013 para a finalização dos outros vinte episódios restantes. E após a exibição de quatro episódios, a Nickelodeon americana tornou a série fixa, ou seja, com episódios inéditos todo sábado no canal. Infelizmente, alguns episódios não têm obtido uma boa audiência - #SecretSafe, obteve apenas 1,9 milhões de telespectadores nos EUA; e isso se deve à pouca divulgação por parte do canal. Felizmente, a série se "levantou" no começo de novembro com o episódio #PeezyB que atingiu 3 milhões de telespectadores. Em janeiro, a série voltou com boa audiência - média de 3,1 milhões de telespectadores - e com o episódio #TheKillerTunaJump: #Freddie #Jade #Robbie a série ultrapassou 4 milhões de telespectadores pela segunda vez, sendo a maior audiência da série, batendo o episódio piloto. Depois do enorme sucesso desse especial, a Nickelodeon resolveu criar mais um episódio especial, que dessa teve a participação especial dos atores Noah Munck, Reed Alexander e Danielle Morrow - que voltaram a interpretar Gibby Gibson, Nevel Papperman e Nora Dershlit, respectivamente, no especial #SuperPsycho que estreou antes do Kids' Choice Awards 2014.
Na semana do Kids' Choice Awards foi filmado o episódio 36 #GettinWiggy e por algum motivo, este foi o último episódio a ser gravado. A Nickelodeon colocou a produção em hiatos por três meses, e em 2 de julho confirmou que a série havia sido cancelada e este episódio foi exibido como último episódio da série em 17 de julho de 2014.
No Brasil, a série foi grandiosamente esperada com muito entusiasmo por parte dos telespectadores da Nickelodeon; tanto é que a série estreou em 19 de outubro de 2013 logo após a exibição dos Meus Prêmios Nick 2013, como uma forma de atrair audiência mas não conseguiu muita audiência no Brasil, estreando apenas com 0.4. O fim da série foi exibido no Brasil em 20 de novembro de 2014 e acabou com uma audiência de 3.1 sendo um grande avanço de audiência.

### Cancelamento
Em 2 de abril de 2014, a Nickelodeon anunciou que a série entraria em hiato. Apesar de insistirem que a série não foi cancelada, muitos especularam que sim. Isso ocorreu devido a uma disputa entre McCurdy e a rede, a crescente carreira musical de Grande e os desejos de ambas as atrizes de passar para outros projetos. Em 13 de julho de 2014, foi anunciado que o último episódio seria "#GettinWiggy", que foi ao ar quatro dias depois.

### Controvérsia
Em março de 2014, Jennette McCurdy tornou-se alvo de escândalo após o vazamento de fotografias revelando McCurdy em vários estados de nudez. Sua ausência foi notada no Nickelodeon Kids' Choice Awards de 2014, onde Sam & Cat ganhou "Favorite Show" e Ariana Grande ganhou "Favorite Actress". McCurdy alegou que a Nickelodeon a estava tratando injustamente e esse foi o único propósito de sua falta de comparecimento aos prêmios.
Em 2 de abril de 2014, apesar dos relatos de uma segunda temporada e com quatro episódios ainda a serem produzidos, a Nickelodeon abruptamente colocou a série em hiato. Os rumores eram de que McCurdy e Grande estavam tendo problemas com a rede sobre seus salários, com McCurdy acusando a Nickelodeon de pagar mais dinheiro a Grande. Grande depois foi às redes sociais para negar as acusações. A rede explicou que o hiato foi planejado e disse que a série não foi cancelada. No entanto, três meses depois, em 13 de julho de 2014, a Nickelodeon anunciou que a série havia sido cancelada.
Durante meses, os rumores de uma briga entre Grande e McCurdy correram alto e continuaram após o cancelamento da série. No entanto, McCurdy declarou em uma entrevista de 2015 ao E!: "Eu apenas sinto que Ariana e eu éramos e somos extremamente próximos e extremamente parecidos de várias maneiras diferentes, e então, quando o show se dissolveu, todos queriam encontrar algum tipo de significado oculto em nosso relacionamento e algum drama, e eu acho que nós batemos cabeça às vezes, mas de uma maneira muito fraternal. Como se ela me conhecesse tão bem e eu a conhecesse tão bem que acho lamentável que as coisas tenham sido mal interpretadas."

## Exibição
| Regiões        | Emissora    | Estreia                                                                     |
| -------------- | ----------- | --------------------------------------------------------------------------- |
| Estados Unidos | Nickelodeon | 8 de junho de 2013 - 17 de julho de 2014                                    |
| Portugal       | Nickelodeon | 4 de novembro de 2013 - 3 de abril de 2015                                  |
| Brasil         | Nickelodeon | 19 de outubro de 2013 - 20 de novembro de 2014                              |
| Brasil         | SBT         | 24 de julho de 2017 - 13 de outubro de 2017 e 30 de novembro de 2019 - 2021 |

## Episódios
A série foi ao ar nos Estados Unidos pela primeira vez em 08 de junho de 2013, e foi oficialmente cancelada em 13 de julho do ano seguinte, com apenas 36 episódios produzidos. O final da série foi ao ar em 17 de julho do mesmo ano.
| Episódios | Exibição original    | Exibição original   | Exibição no Brasil    | Exibição no Brasil     | Exibição em Portugal   | Exibição em Portugal | Lançamento do DVD   |
| Episódios | Estreia de temporada | Final de temporada  | Estreia de temporada  | Final de temporada     | Estreia de temporada   | Final de temporada   | Lançamento do DVD   |
| Episódios | Estreia de temporada | Final de temporada  | Estreia de temporada  | Final de temporada     | Estreia de temporada   | Final de temporada   | Volume 1            |
| --------- | -------------------- | ------------------- | --------------------- | ---------------------- | ---------------------- | -------------------- | ------------------- |
| 36        | 08 de junho de 2013  | 17 de julho de 2014 | 19 de outubro de 2013 | 20 de novembro de 2014 | 04 de novembro de 2013 | 03 de abril de 2015  | 23 de março de 2014 |

## Prêmios
| Ano  | Prêmio                          | Categoria                       | Nomeação         | Resultado |
| ---- | ------------------------------- | ------------------------------- | ---------------- | --------- |
| 2014 | Nickelodeon Kids' Choice Awards | Favorite TV Show                | Sam & Cat        | Venceu    |
| 2014 | Nickelodeon Kids' Choice Awards | Favorite TV Actress             | Ariana Grande    | Vencedora |
| 2014 | Nickelodeon Kids' Choice Awards | Favorite TV Actress             | Jennette McCurdy | Indicada  |
| 2014 | Teen Choice Awards              | Choice Comedy TV Show           | Sam & Cat        | Indicado  |
| 2014 | Kids' Choice Awards Mexico      | Programa Internacional Favorito | Sam & Cat        | Venceu    |
| 2014 | Kids' Choice Awards Colombia    | Programa Internacional Favorito | Sam & Cat        | Indicado  |
| 2014 | Kids'Choice Awards Argentina    | Programa Internacional Favorito | Sam & Cat        | Indicado  |
| 2014 | Meus Prêmios Nick               | Série de TV Favorita            | Sam & Cat        | Venceu    |
| 2020 | Meus Prêmios Nick               | Programa da Nick Favorito       | Sam & Cat        | Indicado  |